# Zentrum für Augustinus-Forschung

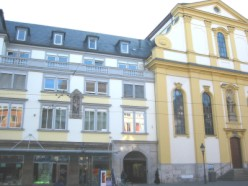
Gebäude des Zentrums für Augustinus-Forschung in Würzburg

Im Dienste der Erforschung von Leben und Werk des Augustinus von Hippo steht das im Jahre 2001 gegründete und im Augustinerkloster in Würzburg beheimatete Zentrum für Augustinus-Forschung (ZAF). Das ZAF ist ein An-Institut an der Universität Würzburg.
Das ZAF bietet neben seinen Arbeitsinstrumenten Augustinus-Lexikon (AL) und Corpus Augustinianum Gissense (CAG) auch Onlineinformationen (Augustinus-Literatur-Portals (ALP), Bibliographie des Augustinus-Lexikons (DBAL)) zu Augustins Leben, Denken und Werk.
Wissenschaftlicher Leiter ist der katholische Theologe Christof Müller. Vorsitzender des dazugehörigen Fördervereins, der „Gesellschaft zur Förderung der Augustinus-Forschung“, ist der CSU-Politiker Oliver Jörg. Kuratoriumsmitglieder dieses Fördervereins sind bzw. waren u. a. Alfred Forchel, Bernd Huber, Friedhelm Hofmann, Cornelius Petrus Mayer, Alejandro Moral Antón, Günter Putz, Ludwig Schick und Alfons Tony.